# Arenig Fach
Arenig Fach är ett berg i Storbritannien.   Det ligger i kommunen Gwynedd och riksdelen Wales, i den södra delen av landet, 290 km nordväst om huvudstaden London. Toppen på Arenig Fach är 689 meter över havet, eller 295 meter över den omgivande terrängen. Bredden vid basen är 16,1 km.
Terrängen runt Arenig Fach är huvudsakligen lite kuperad.Runt Arenig Fach är det ganska glesbefolkat, med 45 invånare per kvadratkilometer. Närmaste större samhälle är Blaenau-Ffestiniog, 13,5 km väster om Arenig Fach. Trakten runt Arenig Fach består i huvudsak av gräsmarker.